# Affaire Iran-Contra
Vous lisez un « bon article » labellisé en 2018.

Le 25 novembre 1986 dans le Bureau ovale, le président américain Ronald Reagan (à droite) rencontre (de gauche à droite) le secrétaire à la Défense Caspar Weinberger, le secrétaire d'État George P. Shultz, le procureur général Edwin Meese et le chef de cabinet de la Maison Blanche Donald Regan pour échanger sur l'affaire Iran-Contra.

L’affaire Iran-Contra ou Irangate est un scandale politico-militaire survenu aux États-Unis dans les années 1980 pendant le second mandat de l’administration Reagan. Plusieurs hauts responsables du gouvernement fédéral américain ont soutenu un trafic d'armes vers l'Iran malgré l'embargo touchant ce pays. L'administration espérait pouvoir utiliser les produits de la vente d'armes pour financer les Contras au Nicaragua, malgré l'interdiction explicite du Congrès des États-Unis de financer ce groupe armé en lutte contre le pouvoir nicaraguayen. L'affaire est, depuis, voilée de secrets.
Elle trouve ses origines dans une opération visant à libérer sept otages détenus au Liban par le Hezbollah, un groupe paramilitaire relié aux gardiens de la révolution iraniens. Après avoir expédié les armes à l'Iran, Israël aurait été payé pour ses services et réapprovisionné en armes, les États-Unis recevant les paiements iraniens. Pour leur part, les interlocuteurs iraniens s'engageraient à faire libérer les otages par tous les moyens à leur disposition. Toutefois, le lieutenant-colonel Oliver North, membre du Conseil de sécurité nationale, revoit l'opération de façon qu'une grande partie des paiements soient versés aux Contras, opposants violents au gouvernement socialiste du Nicaragua, que l'administration Reagan croit communiste, dans ce pays que les États-Unis considèrent comme relevant de leur zone d'influence.
La connaissance de l'affaire et le rôle exact du président Ronald Reagan, qui soutient la cause des Contras, demeurent incertains. Des notes manuscrites du secrétaire à la Défense Caspar Weinberger permettent de conclure que Reagan a su qu'un projet de cette nature était en cours, ainsi que de la vente de missiles Hawk et TOW à des « éléments modérés » de l'Iran. Lorsque la vente d'armes est révélée en novembre 1986, Reagan apparaît à la télévision américaine et déclare qu'en effet, des armes ont été transférées, mais que les États-Unis n'ont pas échangé d'armes contre des otages. Les enquêtes sont ralenties ou bloquées parce que de nombreux documents ont été détruits ou cachés. Le 4 mars 1987, Ronald Reagan apparaît à nouveau à la télévision américaine et se déclare entièrement responsable.
Les enquêtes menées par le Congrès des États-Unis et la Commission Tower ne découvrent aucune preuve que le président a été au courant des opérations en cours. Quatorze membres de l'administration Reagan ont été accusés, dont Caspar Weinberger ; seulement onze ont été déclarés coupables et des peines ont été annulées sur appel. Les personnes condamnées ont plus tard reçu le pardon présidentiel de George H. W. Bush.

## Contexte
À l'époque du Shah Mohammad Reza Pahlavi, les États-Unis sont les plus grands vendeurs d'armes à l'Iran. Lorsqu'il est renversé en janvier 1979, la grande majorité de l'arsenal de la nouvelle république islamique d'Iran est d'origine américaine. Pour maintenir son arsenal, l'armée iranienne doit être régulièrement approvisionnée en pièces détachées pour remplacer les armes brisées et usées. Mais après la prise d'otages à l'ambassade américaine à Téhéran en novembre 1979, le président américain Jimmy Carter impose un embargo sur la vente d'armes à l'Iran. À la suite de l'invasion par l'Irak en septembre 1980, l'Iran recherche désespérément des armes et des pièces de rechange. Ronald Reagan, qui prend les fonctions de président des États-Unis le 20 janvier 1981, jure de poursuivre la politique de Carter en déclarant que l'Iran soutient le terrorisme.
Dès 1981, il se fixe l'objectif de renverser le gouvernement socialiste du Nicaragua et décide donc de soutenir les Contras. Dans le cadre de la guerre froide, il s'agit pour l'administration Reagan de renverser un régime qu'elle considère comme communiste et donc ennemi du capitalisme américain. Reagan annule toute forme d'aide économique au Nicaragua en janvier 1981.

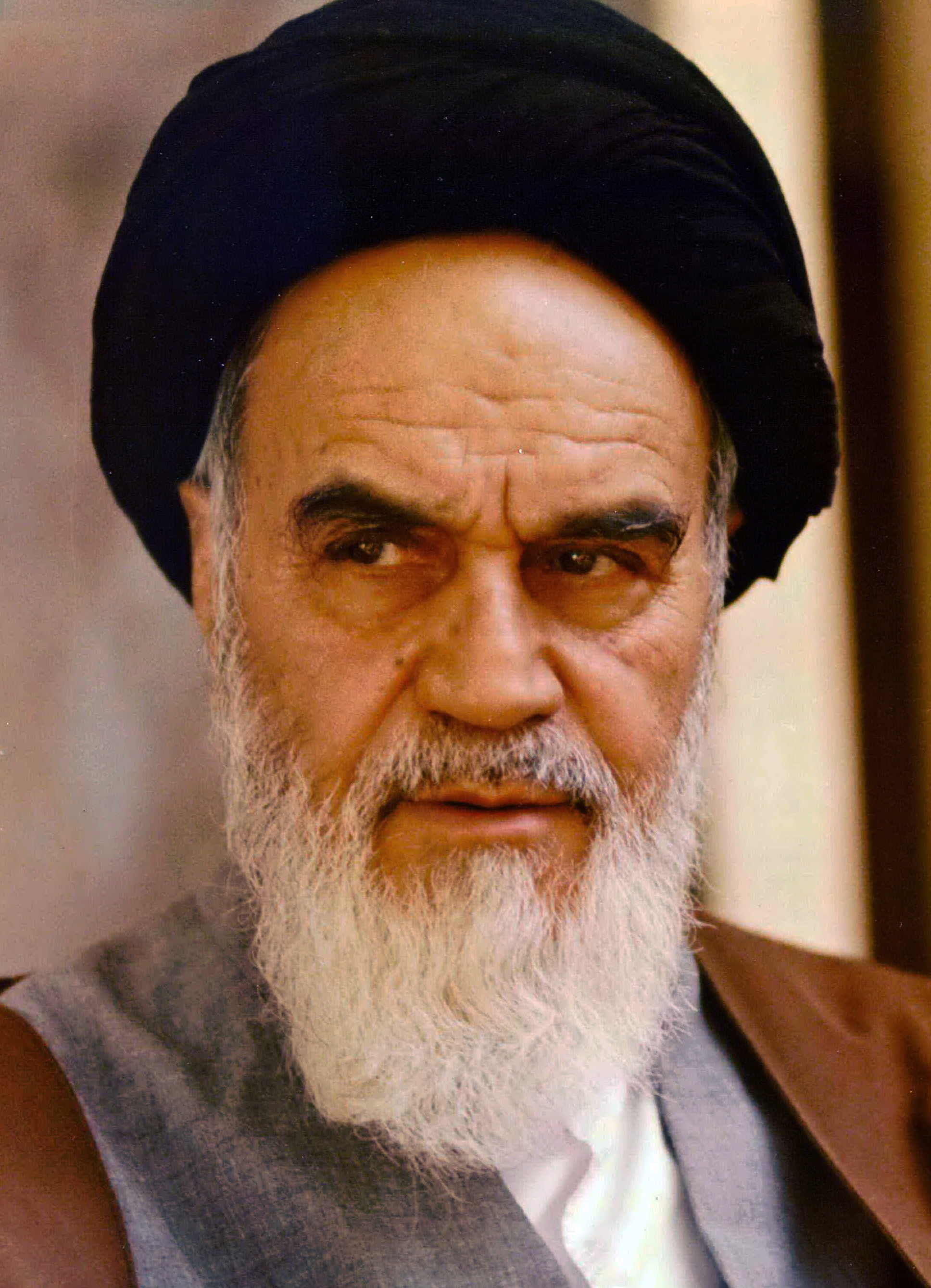
L'ayatollah Rouhollah Khomeini, en mai 1981.

Un groupe de haut responsables du gouvernement fédéral américain publie les résultats d'une étude secrète le 21 juillet 1981. Le document conclut que l'embargo militaire est inefficace parce que l'Iran achètera toujours des armes américaines, peu importe le vendeur, et que le pays est plus susceptible d'entrer dans la sphère d'influence de l'Union soviétique puisque l'URSS peut vendre des armes aux Iraniens. L'étude recommande donc que les États-Unis recommencent à vendre des armes aussitôt que la situation politique est favorable. Entretemps, l'ayatollah Khomeini déclare ouvertement vouloir exporter la révolution islamique au Moyen-Orient et renverser les gouvernements de l'Irak, du Koweït et de l'Arabie saoudite, ainsi que de tous les autres pays du golfe Persique, ce qui amène les Américains à percevoir Khomeini comme une menace majeure aux intérêts américains.
Pendant que le gouvernement fédéral américain étudie la possibilité de vendre des armes à l'Iran, les Contras, basés au Honduras, mènent une guérilla pour renverser le gouvernement révolutionnaire du Front sandiniste de libération nationale (FSLN) qui dirige le Nicaragua. Le 6 août 1981, Ronald Reagan signe la National Security Decision Directive numéro 7 qui autorise la fabrication et l'envoi d'armes dans la région du Nicaragua sans toutefois autoriser leur déploiement,. Le 17 novembre 1981, par la National Security Decision Directive 17, le président Reagan autorise le soutien clandestin des forces anti-Sandinistes.
Au printemps 1983, les États-Unis lancent l'opération Staunch, un effort diplomatique tous azimuts visant à convaincre les autres pays de ne pas vendre d'armes ou de pièces détachées à l'Iran. L'une des raisons pour lesquelles l'affaire Iran-Contra a autant humilié les États-Unis est que, lorsqu'elle a été médiatisée en novembre 1986, le pays vendait des armes à l'Iran alors que ses diplomates sermonnaient les dirigeants des autres pays sur la nécessité de ne pas vendre d'armes à la république islamique d'Iran, tout en faisant pression pour prévenir la vente d'armes.
La politique de soutien aux Contras crée un conflit sévère entre les pouvoirs exécutif et législatif du gouvernement américain parce que le Congrès des États-Unis veut limiter, sinon endiguer, la capacité de la Maison Blanche de soutenir les Contras. Il y parvient à la suite de la mise en vigueur du Boland Amendment, qui rend illégal tout soutien aux Contras. En juillet 1984, les Contras ne reçoivent plus d'aide américaine et, en octobre de cette année, un embargo complet est en place. Le deuxième Boland Amendment, en vigueur du 3 octobre 1984 au 3 décembre 1985, indique :

« Pendant l'année fiscale 1985, aucun fond remis à la Central Intelligence Agency, au département de la Défense ou à toute autre agence ou entité des États-Unis impliqué dans les activités de renseignement ne peut être engagé ou étendu dans le but ou avoir pour effet de soutenir directement ou indirectement des opérations militaires ou paramilitaires au Nicaragua par n'importe quelle nation, organisation, groupe, mouvement ou individu,. »

En violation du Boland Amendment, des haut responsables de l'administration Reagan continuent secrètement d'armer et d'entraîner les Contras ; ils poursuivent également l'opération the Enterprise qui fournit des armes à l'Iran,. Puisque les Contras dépendent énormément de l'aide américaine, tant financière que militaire, le deuxième Boland Amendment menace de briser l'élan du groupe armé. Ronald Reagan, en 1984, réagit en ordonnant au National Security Council (NSC) de « maintenir en place les Contras, "corps et âme" », peu importe les décisions du Congrès des États-Unis.
Un important débat a porté sur l'étendue du deuxième Boland Amendment et plus explicitement à savoir si le NSC se trouvait hors du périmètre de l'amendement. La plupart des experts en droit constitutionnel américain ont affirmé que le Boland Amendment s'applique au NSC, même s'il n'est pas explicitement mentionné. Plus largement, le débat a porté sur les pouvoirs respectifs du Congrès et du président en la matière. L'administration Reagan a argué que la Constitution des États-Unis avait remis au pouvoir exécutif la prérogative de mener la politique étrangère du pays, il revenait donc au président de conduire les efforts nécessaires pour renverser le gouvernement du Nicaragua. En conséquence, le Congrès n'avait aucun pouvoir pour restreindre ou arrêter ses efforts. À contrario, les chefs du Congrès ont argué que la Constitution avait remis au Congrès le contrôle du budget et il avait donc le droit d'user de ce pouvoir pour interdire tout versement financier à des projets qui visent à renverser le gouvernement du Nicaragua. Pour court-circuiter le Boland Amendment, le NSC conçoit l'opération the Enterprise, qui met en place un réseau de contrebande d'armes supervisé par Richard Secord, un ancien officier de l'US Air Force. Officiellement, il s'agit d'une entreprise privée, mais dans les faits, le réseau est contrôlé par la NSC. Pour financer the Enterprise, l'administration Reagan est constamment à l'affût d'argent qui ne provient pas du gouvernement américain, ce qui lui permet de contourner le Boland Amendment, violant l'esprit de l'amendement même si la lettre est respectée. Ironiquement, le Congrès rétablit l'aide militaire aux Contras en octobre 1986, un mois avant que le scandale n'éclate,.

## Ventes d'armes à l'Iran
Le 17 juin 1985, le conseiller à la sécurité nationale Robert McFarlane remet une National Security Decision Directive qui appelle les États-Unis à se rapprocher de la république islamique de l'Iran. La directive comprend ce passage :

« L'Iran connaît une évolution politique dynamique. L'instabilité causée par les pressions de la guerre Iran-Irak, la détérioration de l'économie et les luttes au sein du régime peuvent entraîner des changements majeurs en Iran. L'Union soviétique est mieux placée que les États-Unis pour exploiter et tirer profit de toute lutte de pouvoir qui se traduirait par des changements du régime iranien [...] Les États-Unis devraient encourager les alliés et amis occidentaux à aider l'Iran à satisfaire ses besoins d'importation afin de réduire l'attrait de l'aide soviétique [...] Cette proposition comprend la fourniture d'équipements militaires sélectionnés,. »

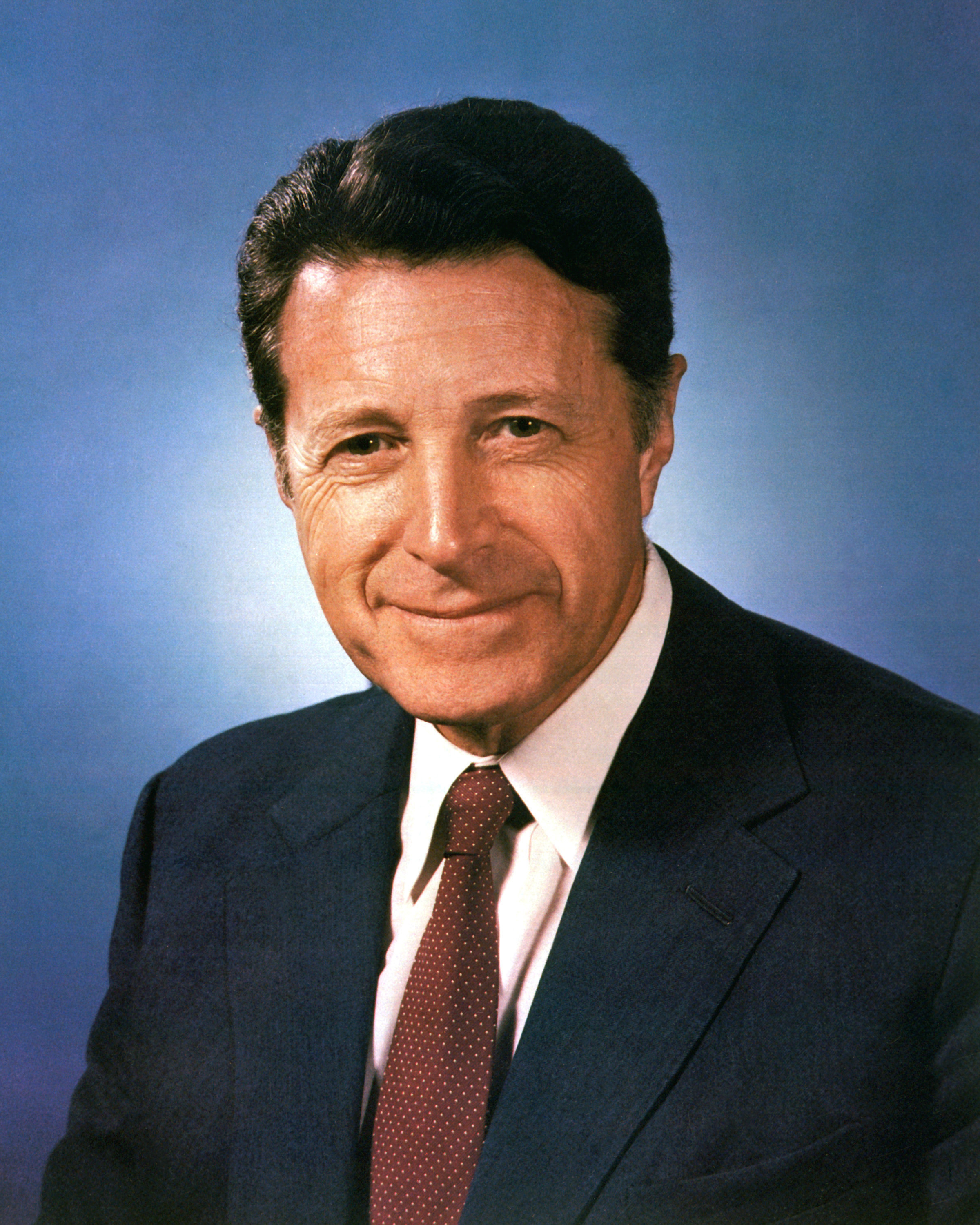
Caspar Weinberger, en 1983.

Le secrétaire à la défense Caspar Weinberger réagit négativement à cette proposition, notant sur sa copie du document de McFarlane : « C'est presque trop absurde pour commenter [...] comme demander à Kadhafi de venir à Washington pour avoir une gentille conversation ». Le secrétaire d'État George P. Shultz s'oppose également, puisque les États-Unis ont déclaré en 1984 que l'Iran est un État qui soutient le terrorisme. Il n'y a que le directeur de la CIA, William Casey, qui soutient l'idée de vendre des armes à l'Iran.
Au début de juillet 1985, Michael Ledeen, consultant du conseiller à la sécurité nationale Robert McFarlane, demande le soutien du Premier ministre israélien Shimon Peres pour la vente d'armes à l'Iran,. Après avoir échangé avec le diplomate israélien David Kimche et le consultant Leeden, McFarlane apprend que les Iraniens sont prêts à négocier avec le Hezbollah pour faire libérer les otages américains détenus au Liban en échange d'armes américaines. En effet, étant désigné « État soutenant le terrorisme », l'Iran en guerre ne peut compter que sur quelques pays occidentaux pour répondre à ses besoins en armes.
La réussite du projet passe par la participation d'un intermédiaire, plus tard identifié comme étant Manucher Ghorbanifar, qui transigera avec une faction prétendument modérée et influente du régime de l'ayatollah Khomeini qui tenterait de se rapprocher des États-Unis ; après la transaction, les États-Unis remettraient les mêmes armes à Israël, qui recevraient aussi des compensations monétaires. Dans un mémo à l'intention de Weinberger et Shultz, MacFarlane écrit : « L'aspect à court terme concerne les sept otages ; l'aspect à long terme comprend l'établissement d'un dialogue privé avec les représentants iraniens portant sur des relations plus larges [...] Ils souhaitent précisément la livraison, de la part d'Israël, de missiles TOW [...] » Cette proposition est discutée avec le président Reagan le 18 juillet 1985, puis le 6 août de la même année. Shultz, dans une rencontre ultérieure, dit à Reagan que « nous tombons simplement dans une affaire d'armes pour otages et nous ne devrions pas le faire, ».
Les Américains croient à l'existence d'une faction modérée menée par Hachemi Rafsandjani, le puissant chef des Majlis considéré comme l'un des successeurs de Khomeini et qui souhaiterait se rapprocher des États-Unis. Les Américains croient que Rafsanjani est suffisamment puissant pour ordonner au Hezbollah de libérer les otages et pour négocier avec les États-Unis. Néanmoins, les spécialistes ignorent si Rafsanjani, surnommé « Le Requin », souhaite se rapprocher des États-Unis ou manipule les responsables de l'administration Reagan qui veulent croire que l'Iranien est un modéré. Le journaliste britannique Patrick Brogan a décrit l'Iranien comme étant charmant et doté d'une grande intelligence, réputé pour son caractère à la fois subtil et impitoyable dont les motivations dans l'affaire Iran-Contra sont complètement inconnues. Le gouvernement israélien requiert que la vente d'armes soit approuvée au plus haut niveau du gouvernement américain ; lorsque McFarlane le convainc que le gouvernement américain a approuvé la vente, Israël accepte.
Le 25 juillet 1985, Ronald Reagan est opéré d'un cancer du côlon au National Naval Medical Center. Pendant son hospitalisation, McFarlane le rencontre et lui dit que des représentants d'Israël ont transmis des informations confidentielles à la National Security Agency sur la faction prétendument modérée, laquelle serait opposée à la ligne dure de l'ayatollah Khomeini. Selon Reagan, ces Iraniens souhaitent établir une relation discrète avec les États-Unis, attendant la mort de Khomeini, d'un âgé avancé, avant de la rendre publique. D'après Reagan, McFarlane lui aurait dit que les Iraniens, en signe de bonne volonté, auraient offert de négocier la libération des otages américains détenus par le Hezbollah. Par la suite, McFarlane rencontre les intermédiaires israéliens ; Reagan a déclaré qu'il avait autorisé cette rencontre parce qu'il croyait qu'établir une relation avec un pays stratégiquement situé, tout en prévenant l'Union soviétique d'établir une telle relation, serait bénéfique. Au contraire de Reagan qui déclare que les armes sont destinées à cette faction, le rapport de Lawrence Walsh sur l'affaire affirme qu'elles ont été vendues à l'Iran même, qui se trouve sous le contrôle de Khomeini.

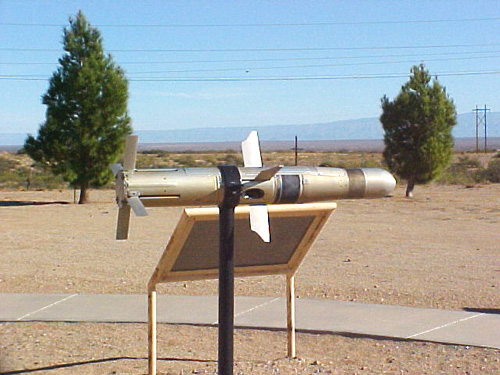
Un missile anti-char BGM-71 TOW.

À la suite de la rencontre avec les représentants américains, Israël demande l'autorisation des États-Unis de vendre quelques missiles anti-chars BGM-71 TOW à l'Iran, avançant que ces armes augmenteraient le prestige de la faction prétendument modérée, puisqu'elle pourrait prétendre être en pourparler avec le gouvernement des États-Unis. Reagan refuse jusqu'à ce qu'Israël envoie des informations indiquant que la faction s'oppose au terrorisme et l'a même combattu. Croyant pouvoir faire confiance aux Iraniens, Reagan autorise la vente. Dans son autobiographie de 1990, An American Life, Reagan clame qu'il ne voulait que libérer les otages en autorisant la vente. En contrepartie, le président américain réclamait que la faction fasse tout en son pouvoir pour faire libérer les otages prisonniers du Hezbollah. Lorsque le scandale éclate en 1986, il souligne publiquement que le but premier de la transaction armes pour otages a été d'établir une relation de travail avec la faction, puis de rétablir un lien de confiance avec l'Iran grâce au soutien de Rafsanjani dans la perspective de la mort prochaine de Khomeini, tout en mettant fin à la guerre Iran-Irak et au soutien du terrorisme par l'Iran. Également, il minimise l'importance de la libération des otages. Toutefois, lors de son témoignage devant la Commission Tower, Reagan déclare que la libération des otages était la raison principale de la vente d'armes aux Iraniens.

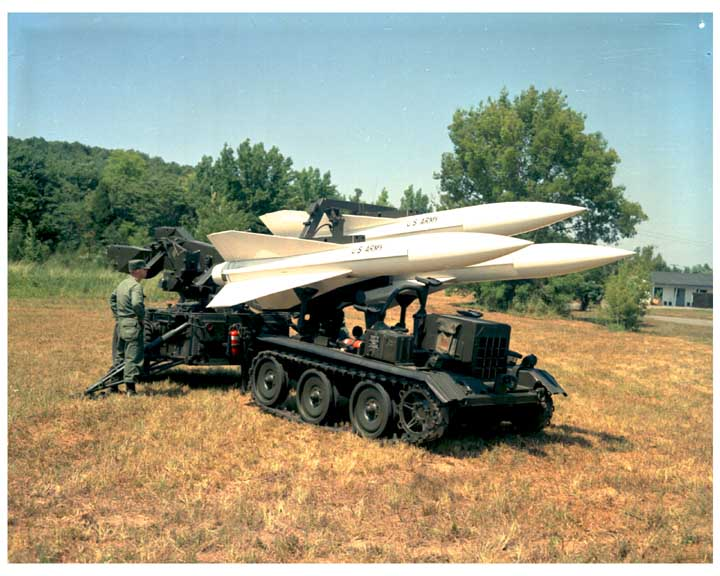
Trois missiles anti-aériens Hawk sur une plateforme de tir.

De 1985 à 1986, les États-Unis vendent à l'Iran, :
- 20 août 1985 : 96 missiles anti-chars TOW
- 14 septembre 1985 : 408 TOW supplémentaires
- 24 novembre 1985 : 18 missiles anti-aériens Hawk
- 17 février 1986 : 500 missiles TOW
- 27 février 1986 : 500 missiles TOW
- 24 mai 1986 : 508 missiles TOW et 240 pièces détachées pour missiles Hawk
- 4 août 1986 : encore plus de pièces détachées pour missiles Hawk
- 28 octobre 1986 : 500 missiles TOW

### Premières ventes
Le 20 août 1985, Israël envoie à l'Iran 96 missiles anti-chars TOW fabriqués aux États-Unis par l'intermédiaire du trafiquant d'armes Manucher Ghorbanifar. Le 14 septembre 1985, 408 missiles TOW supplémentaires sont livrés. Le 15 septembre, l'Organisation du Jihad islamique libère le révérend Benjamin Weir.

### Nouveaux plans

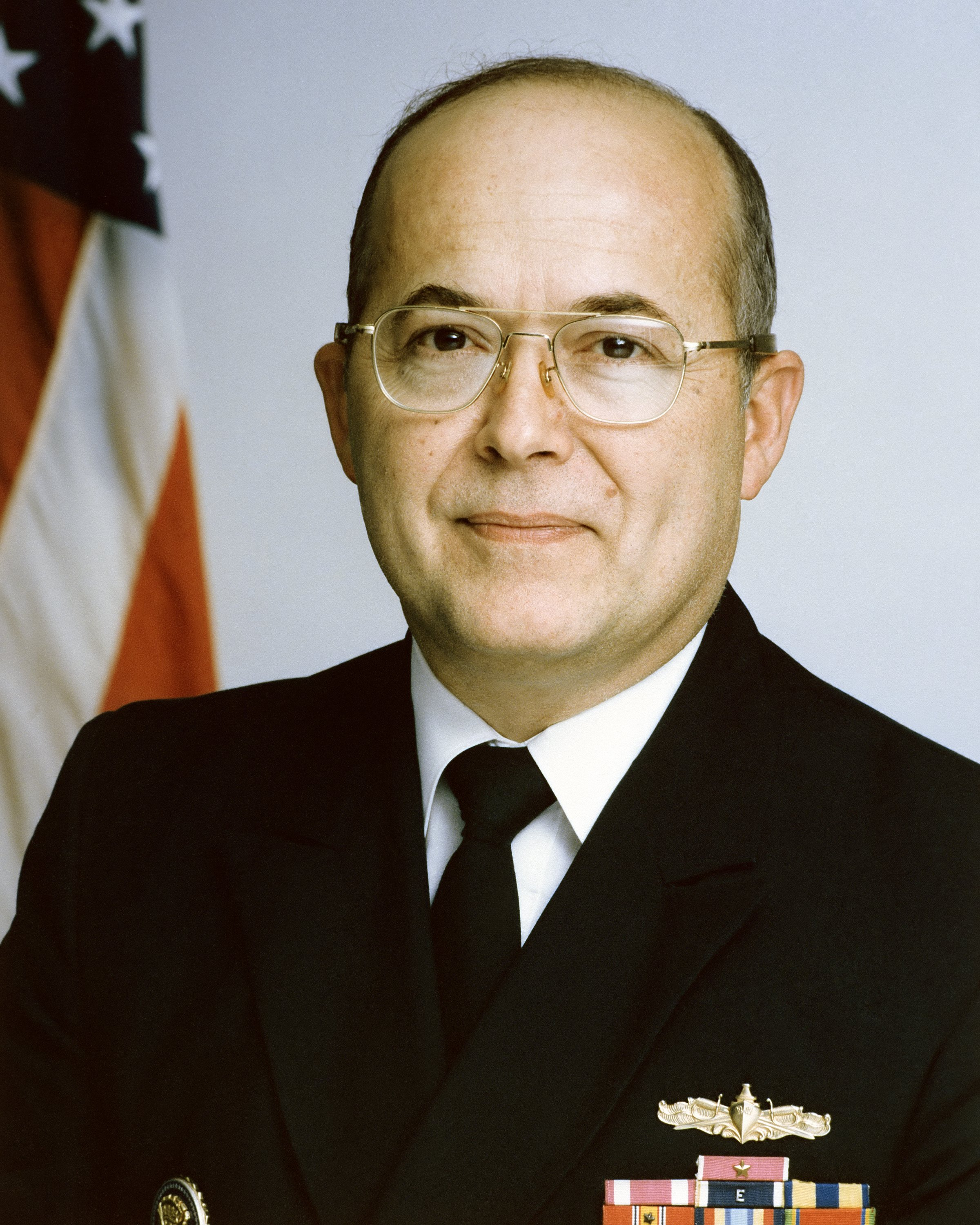
L'amiral John Poindexter en 1985.

Robert McFarlane démissionne le 4 décembre 1985, pour des raisons familiales. L'amiral John Poindexter le remplace.
Deux jours plus tard, Reagan rencontre ses conseillers à la Maison Blanche, où ils modifient le mode d'emploi des transactions. Au lieu de livrer les armes à des groupes d'Iraniens « modérés », ils seront livrés aux chefs d'armée iraniens « modérés ». Au fur et à mesure que les Israéliens livreront les armes par la voie des airs, des otages du Hezbollah seront libérés ; Israël continuera d'être dédommagé pour sa collaboration. Même si le secrétaire d'État George P. Shultz et le secrétaire à la Défense Caspar Weinberger s'opposent avec vigueur à ce projet, le président américain donne son autorisation. Il a plus tard déclaré : « Nous n'avons pas échangé des armes pour des otages, ni négocié avec des terroristes,. » Dans ses notes d'une réunion du 7 décembre 1985 à la Maison Blanche, Weinberger écrit : « J'ai argué avec vigueur que nous avons un embargo qui rend illégale la vente d'armes à l'Iran, que le président ne pouvait violer et que le "blanchiment" des transactions via Israël ne la rendrait pas légale. Shultz et [Reagan] étaient d'accord,. » De son côté, McFarlane se rend à Londres où il rencontre des Israéliens et Ghorbanifar dans le but de persuader l'Iranien d'user de son influence pour faire libérer les otages avant la prochaine livraison d'arme, ce que Ghorbanifar refuse.
Le jour de la démission de Robert McFarlane, Oliver North, un attaché militaire au National Security Council (NSC), propose un nouveau plan pour vendre des armes à l'Iran ; il suggère deux modifications notables : les États-Unis, court-circuitant Israël, vendront directement les armes et une partie des montants reçus iront aux Contras ou tout autre groupe de guérilleros prêt à combattre le gouvernement socialiste du Nicaragua élu démocratiquement. John Poindexter et Oliver North mènent les négociations avec les Iraniens au nom du NSC.

« [Oliver Nort] a tiré le meilleur parti de la situation, souvent en décidant de questions importantes de son propre chef, en concluant des accords farfelus avec les Iraniens et en agissant au nom du président sur des questions qui dépassaient largement ses compétences. Toutes ces activités se sont poursuivies dans le cadre de l'autorisation générale du président. Jusqu'à ce que la presse fasse état de l'existence de l'opération, personne dans l'administration ne remettait en question l'autorité de l'équipe de Poindexter et de North pour mettre en œuvre les décisions du président,. »

North propose une commission de 15 millions US$, à laquelle le trafiquant d'armes Ghorbanifar ajoute une marge de 41 % pour lui-même. Des membres du NSC accueillent favorablement le projet de North ; jouissant d'une forte majorité au NSC, Poindexter autorise l'opération sans consulter le président. Au début, les Iraniens refusent d'acheter les armes au nouveau prix, jugeant les commissions excessives. Lorsqu'ils acceptent les nouveaux termes, 1 000 missiles TOW sont expédiés en février 1986. De mai à novembre, des armes et des pièces supplémentaires sont envoyés en Iran.
Ce projet de vente d'armes à l'Iran et de soutien financier aux Contras vise à contourner à la fois les politiques officielles du gouvernement américain et le Boland Amendment. Les responsables de l'administration Reagan ont argué que les restrictions imposées aux Contras par le Congrès des États-Unis ne s'appliquaient pas au président (ni à son administration), Reagan pouvait donc poursuivre ses projets en recherchant des sources de fonds alternatives, que ce soit des sociétés privées ou des gouvernements étrangers. Le transfert de fonds du Brunei a été involontairement saboté lorsque Fawn Hall, secrétaire d'Oliver North, a transposé deux chiffres du compte bancaire suisse de North. Un homme d'affaires suisse, subitement plus riche de 10 millions US$, a informé les autorités. L'argent a été retourné au sultan de Brunei, avec intérêts.
Le 7 janvier 1986, John Poindexter suggère au président une modification au plan déjà approuvé : plutôt que de négocier avec un groupe politique iranien « modéré », les États-Unis devraient négocier avec des membres du gouvernement « modérés ». Poindexter mentionne que Ghorbanifar a de bonnes relations avec des membres du gouvernement iranien ; espérant la libération des otages, Reagan approuve ce plan. En février 1986, les États-Unis envoient régulièrement des armes à l'Iran (tel que planifié par Oliver North, mais sans que Reagan ne le sache), mais aucun otage n'est libéré.

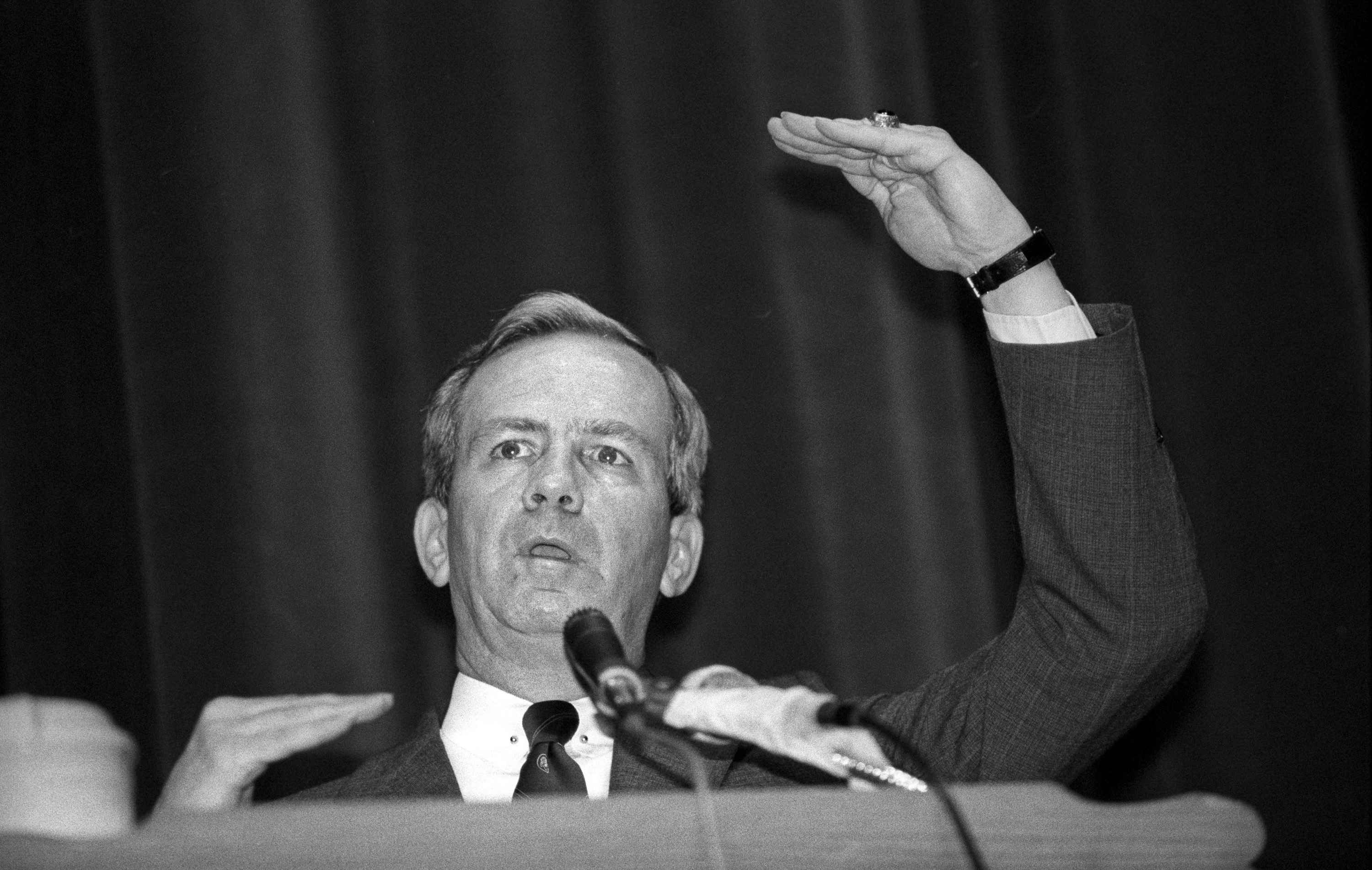
Robert McFarlane en 1987.

Entretemps, une délégation menée par McFarlane se rend à Téhéran, emportant avec elle à titre de présent une bible avec un message de la main de Reagan,. La délégation américaine est composée de Robert McFarlane, Oliver North, George Cave (un ancien agent de la CIA qui a travaillé en Iran dans les années 1960 et 1970), Howard Teicher (un conseiller présidentiel), Amiram Nir (un journaliste israélien agissant pour le compte du gouvernement d'Israël) et un interprète de la CIA qui se rend à Téhéran avec de faux papiers à bord d'un avion israélien. McFarlane rencontre en personne des responsables iraniens qui cherchent à établir des relations avec les États-Unis tout en promettant de faire libérer les otages. Au grand déplaisir de McFarlane, il ne rencontre aucun ministre iranien ; dans ses mots, il n'aurait parlé qu'à des « cadres de troisième et quatrième niveaux »,. Exaspéré, il aurait crié : « Je suis un ministre, je m'attends à rencontrer des décideurs. Sinon, vous pouvez travailler avec mon personnel »,. Les Iraniens exigent qu'Israël retire ses troupes du plateau du Golan, demande rejetée par les Américains. McFarlane refuse l'envoi de pièces de rechange pour les missiles Hawk jusqu'à ce que les otages soient libérés, alors que les Iraniens préfèrent recevoir les pièces puis faire libérer les otages. Après quatre jours à Téhéran, McFarlane rompt les négociations. De retour aux États-Unis, il recommande à Reagan de rompre les communications avec les Iraniens ; le conseil est ignoré malgré son échec.

### Négociations ultérieures
Le 26 juillet 1986, le Hezbollah libère le père Lawrence Jenco, ancien directeur des Catholic Relief Services au Liban. Le directeur de la CIA, William Casey, demande que les États-Unis envoient de petites pièces de rechange en signe de remerciement. Il ajoute que cet envoi pourrait permettre au contact iranien de ne pas perdre la face ou d'être exécuté, ce qui pourrait mener à l'exécution des otages restants. Le président autorise l'envoi dans le but de prévenir ces évènements potentiels. De son côté, Oliver North persuade Reagan de changer sa tactique pour la libération des otages : au lieu d'exiger que tous soient libérés en même temps (exigence des Américains depuis le début de l'opération), il serait préférable qu'ils soient libérés un à la fois. Par ailleurs, les Américains sont excédés de traiter avec Ghobanifar, parce qu'il ne joue pas franc jeu avec les deux parties et qu'il en tire des avantages pécuniaires. En août 1986, les Américains ont établi un nouveau contact dans le gouvernement iranien : Ali Hashemi Bahramani, qui est le neveu de Rafsanjani et un officier des gardiens de la révolution islamique. Ce groupe militaire étant largement impliqué dans le terrorisme international, les Américains préfèrent tendre la main à Bahramani, qui est vu comme capable de modifier la politique iranienne. Richard Secord, ancien officier militaire américain devenu trafiquant d'armes qui maintenait des canaux de communication avec l'Iran, écrit à North : « Je pense que nous avons ouvert un nouveau, et meilleur, canal de communication en Iran. » Oliver North est si obnubilé par Bahramani qu'il arrange une visite secrète de Washington D.C. et lui sert de guide lors d'une visite nocturne de la Maison-Blanche.
À l'été et à l'automne, North rencontre fréquemment Bahramani en Allemagne de l'Ouest, échangeant sur la vente d'armes à l'Iran, la libération des otages américains et comment renverser Saddam Hussein, président de l'Irak, et la mise en place d'un « régime non hostile à Bagdad »,. En septembre et en octobre 1986, un groupe terroriste qui s'appelle « G.I. Joe », du nom d'un jouet populaire aux États-Unis, capture trois Américains au Liban. Les raisons des enlèvements sont inconnues, peut-être dans le but de remplacer les trois Américains libérés par le Hezbollah. Plus tard, ce groupe terroriste libère un autre otage et promet de libérer les deux otages restants, ce qu'il ne fera jamais.
Lors d'une rencontre secrète à Francfort en octobre 1986, Oliver North dit à Bahramani que « Saddam Hussein doit partir ». North déclare que Reagan lui a dit de répéter à Bahramani que « Saddam Hussein est un connard »,. Pendant une autre rencontre secrète, à Mayence cette fois-là, Bahramani informe North que Rafsanjani, « pour ses propres politiques […] a décidé de faire participer tous les groupes et de leur donner un rôle ». Toutes les factions iraniennes du gouvernement iranien seraient donc conjointement responsables des négociations avec les Américains, ce qui supprimerait les guerres intestines. Cette exigence de Behramani sème l'émoi chez les Américains parce qu'ils devront traiter non seulement avec les factions « modérées », ce qu'ils prétendent faire depuis le début de l'opération, mais aussi avec les factions engagées dans le terrorisme. Malgré tout, les pourparlers ne sont pas rompus.

## Découverte et scandale

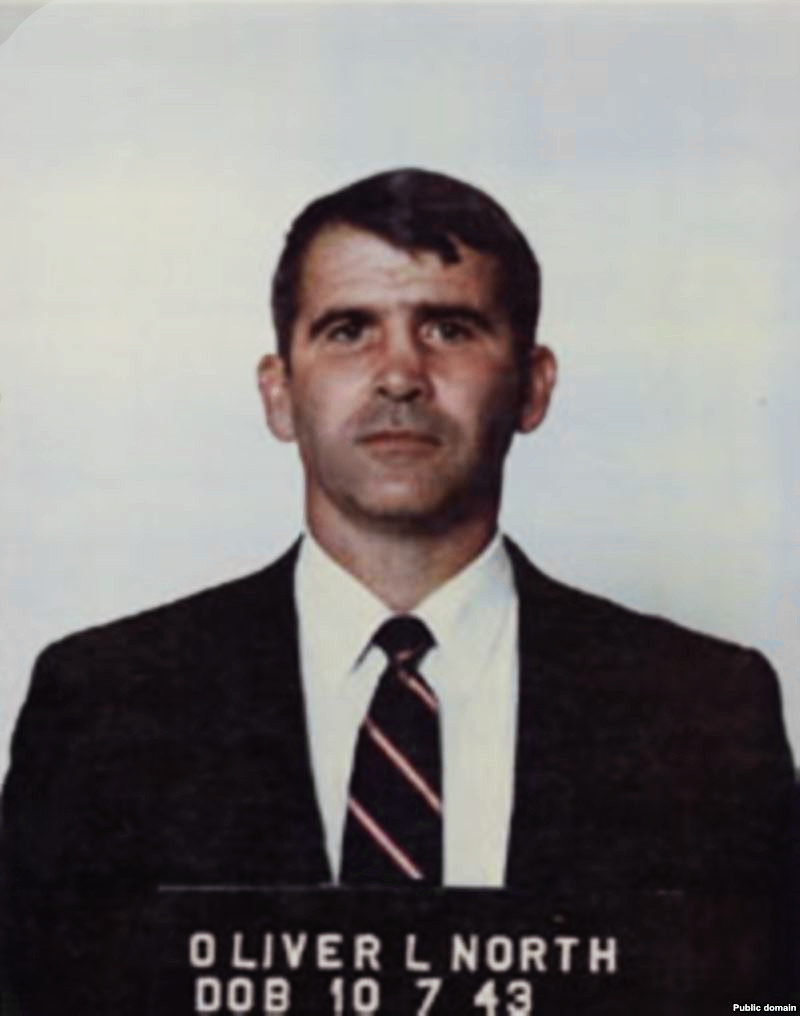
Oliver North, après son arrestation.

Le 3 novembre 1986, Mehdi Hashemi, un officier supérieur des gardiens de la révolution iraniens, révèle au magazine libanais Ash-Shiraa les termes des arrangements. C'est la première révélation publique de l'entente armes pour otages. En Amérique centrale, l'opération est mise au jour lorsqu'un avion chargé d'armements est abattu au-dessus du Nicaragua. Eugene Hasenfus, qui a survécu à l'explosion du missile qui a abattu l'avion, allègue lors d'une conférence de presse au Nicaragua que ses deux collègues, morts quand l'avion s'est écrasé, travaillaient pour la CIA. Plus tard, il affirme ignorer si c'est le cas.
Le gouvernement iranien confirme les révélations de Hashemi et, dix jours après la publication de l'histoire par Ash-Shiraa, le 13 novembre, le président Reagan apparaît à la télévision américaine. Du Bureau ovale, il déclare :

« Mon but était […] d'envoyer un signal que les États-Unis étaient prêts à remplacer l'animosité entre [les deux pays] par une nouvelle relation […]. Au moment où nous nous sommes engagés dans cette entreprise, nous avons clairement énoncé que l'Iran devait s'opposer à toute forme de terrorisme international comme condition de progrès à notre relation. L'étape la plus significative que pouvait prendre l'Iran, comme nous l'avons indiqué, était qu'il use de son influence au Liban pour faire libérer tous les otages qui étaient détenus là-bas,. »

La critique prend de l'ampleur lorsque le public apprend que Oliver North a détruit ou a caché des documents pertinents du 21 au 25 novembre 1986. Pendant son procès, sa secrétaire Fawn Hall témoigne qu'elle a aidé North à modifier, broyer et déplacer des documents officiels du National Security Council (NSC). Selon le journal The New York Times, le nombre de documents détruit était si élevé que le broyeur a bloqué. North s'est défendu en affirmant vouloir protéger la vie privée d'individus engagés dans les opérations en Iran et auprès des Contras. Les notes de North ont été rendues publiques en 1993, des années après son procès, et seulement après que le National Security Archive et Public Citizen poursuivent l’Office of the Independent Counsel selon les termes du Freedom of Information Act.
Pendant le procès, North rapporte que le 21, 22 ou 24 novembre, il a observé Poindexter détruire ce qui est peut-être le seul document signé de la main du président des États-Unis qui autorise la CIA à participer à l'envoi en Irak, le même mois, de missiles Hawk. Le procureur général des États-Unis Edwin Meese admet le 25 novembre que les bénéfices de la vente des armes à l'Iran ont été disponibles pour soutenir les Contras au Nicaragua. La même journée, John Poindexter démissionne et le président renvoie Oliver North.
Quand l'histoire s'ébruite, plusieurs experts en droit et en droit constitutionnel expriment leur consternation que le NSC, qui exerce officiellement un rôle consultatif en affaires étrangères auprès du président, soit « devenu opérationnel » en exerçant un rôle secret d'exécutant en politique étrangère, selon les directives présidentielles. La National Security Act de 1947, qui a donné naissance au NSC, définit vaguement ses rôles : « toutes autres fonctions et tâches liées au renseignement que le National Security Council peut de temps à autre diriger ». Le Congrès des États-Unis et la Commission Tower condamnent le NSC pour son rôle dans l'affaire. L'historien américain James Canham-Clyne avance que l'affaire Iran-Contra et le NSC « devenu opérationnel » ne sont pas des écarts de la norme, mais une conséquence naturelle et logique de l'existence d'un « État « sécurité nationale » », le Congrès des États-Unis, les cours de justice et les médias surveillant légèrement la pléthore d'agences gouvernementales secrètes jouissant de budgets de millions de dollars pour qui la sécurité nationale était suprême. Selon Canham-Clyne, dans le cadre de cet « État « sécurité nationale » », la loi représentait un obstacle à contourner plutôt qu'à respecter et l'affaire Iran-Contra était une affaire comme une autre.
Le journaliste américain Bob Woodward (qui s'est fait connaître pour ses articles sur le scandale du Watergate) a documenté le rôle de la CIA dans les transferts de fonds reçus de l'Iran et remis aux Contras. Selon lui, le directeur de la CIA à cette époque, William Casey, a admis en sa présence, en février 1986, qu'il était au courant des transferts de fonds. Néanmoins, Casey aurait fait ce témoignage alors qu'il se trouvait à l'hôpital pour soigner les suites d'une crise cardiaque et, selon sa femme, était incapable de communiquer. Le 6 mai 1987, deuxième journée d'audiences publiques sur l'affaire Iran-Contras au Congrès des États-Unis, William Casey meurt. L’Independent Counsel Lawrence Walsh écrit plus tard : « L'Independent Counsel n'a obtenu aucune preuve documentaire démontrant que Casey savait ou approuvait la diversion. La seule preuve directe reliant Casey à la connaissance dès le début de la diversion provient de [Oliver] North. »,. Gust Avrakotos, responsable de la livraison d'armes aux Afghans à cette époque, connaissait cette opération et s'y opposait avec fermeté, particulièrement pour les fonds transférés aux opérations en Afghanistan. Selon ses conseillers au Moyen-Orient, l'opération était une perte de temps parce que les Iraniens modérés ne pouvaient subjuguer les intégristes. Néanmoins, Clair George, coordonnateur de toutes les opérations clandestines de la CIA au milieu des années 1980, préfère passer outre.

## Commission Tower
Le 25 novembre 1986, le président Ronald Reagan annonce la création d'un conseil spécial pour étudier l'affaire. Le jour suivant, il nomme l'ancien sénateur John Tower, l'ancien secrétaire d'État Edmund Muskie et le futur conseiller à la sécurité nationale Brent Scowcroft pour siéger sur cette commission présidentielle. Elle commence ses travaux le 1er décembre ; de façon informelle, elle sera appelée la Commission Tower. Ses principaux objectifs sont d'enquêter « sur les circonstances qui entourent l'affaire Iran-Contra, sur d'autres cas qui pourraient révéler les forces et faiblesses dans les opérations du système du National Security Council sous stress, et la façon dont ce système a servi huit différents présidents depuis sa création en 1947 »,. C'est la première commission présidentielle à étudier et évaluer le fonctionnement du NSC.

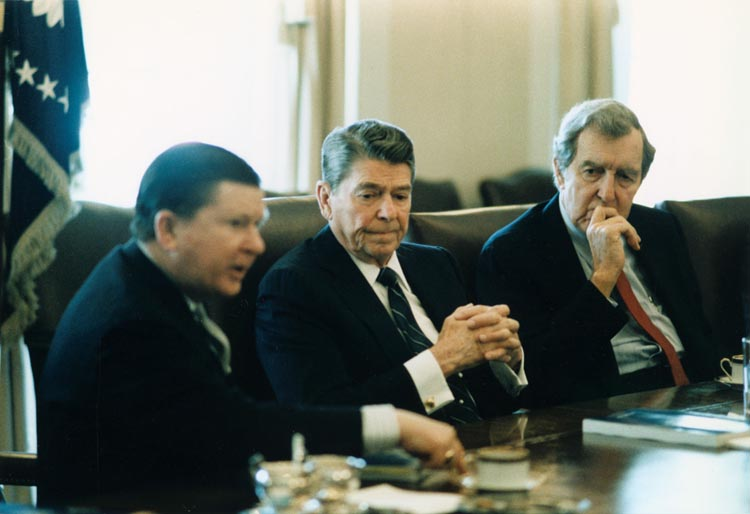
Le président Reagan (au centre) reçoit officiellement le rapport de la Commission Tower ; John Tower se trouve à la gauche et Edmund Muskie à la droite (1987).

Le président Reagan se présente devant la Commission Tower le 2 décembre 1986 pour répondre à des questions sur sa participation à l'affaire. Sur son rôle dans l'autorisation de la vente d'armes, il déclare dans un premier temps qu'il a autorisé ces transferts ; plus tard, il témoigne qu'il ne se souvient plus. Dans son autobiographie de 1990, An American Life, il indique qu'il a autorisé les envois d'armes vers Israël.
Le rapport de la Commission Tower est officiellement remis au président Reagan le 26 février 1987. La commission a entendu plus de 80 témoins, Reagan compris, ainsi que deux trafiquants d'armes : Manucher Ghorbanifar et Adnan Khashoggi. Le rapport de 200 pages est le plus complet jamais publié sur l'affaire, critiquant les agissements de Oliver North, John Poindexter, Caspar Weinberger et d'autres. Le président ignorait l'étendue de l'affaire, particulièrement les transferts de fonds aux Contras, le rapport soulignant qu'il aurait dû avoir un meilleur contrôle sur le personnel du NSC. Le rapport critique sévèrement le président pour sa supervision inadéquate de ses subordonnés et pour son ignorance de leurs activités. La Commission Tower dégage un consensus : Reagan aurait dû mieux écouter son conseiller à la sécurité nationale, donnant ainsi un plus grand poids à cette position.

## Enquête du Congrès des États-Unis
En janvier 1987, le Congrès des États-Unis annonce ouvrir une enquête sur l'affaire Iran-Contra. Selon le point de vue politique, l'enquête cherche soit à renforcer la branche législative du gouvernement aux dépens de la branche exécutive devenue chaotique, soit à laisser les démocrates mener une chasse aux sorcières contre l'administration du président, un républicain, soit enfin constitue un effort tardif et sans conséquence du Congrès pour brider une « présidence impériale » qui se moque de plusieurs lois,. Le Congrès, à majorité démocrate, publie son rapport le 18 novembre 1987. Selon le rapport, le président porte « la responsabilité ultime » pour les malversations de ses subordonnés et son administration montre des signes de « secret, tromperie et mépris de la loi »,. Il comprend également ce passage : « […] la question essentielle qui reste porte sur le rôle du président dans l'affaire Iran-Contra. Sur cet aspect critique, la destruction de documents par Poindexter, North et d'autres, et la mort de Casey laissent un dossier incomplet,. »

## Suites
Le président Reagan s'adresse à la nation trois mois après que l'affaire est publiquement révélée. Pendant l'allocution prononcée au Bureau ovale le 4 mars 1987, il exprime ses regrets, :

« La raison pour laquelle je ne me suis pas adressé à vous jusqu'à maintenant est celle-ci : vous méritez la vérité. Même si l'attente vous a frustrés, j'ai jugé qu'il serait inapproprié de vous communiquer des rapports incomplets ou même des énoncés erronés, qui devraient alors être corrigés, créant encore plus de doutes et de confusion. Il y en a déjà assez,,. »

Il poursuit :

« Premièrement, je tiens à vous dire que je prends l'entière responsabilité de mes gestes et de ceux de mon administration. Même si je suis furieux à cause d'activités menées sans mon consentement, je suis responsable de ces activités. Même si je suis déçu de quelques personnes à mon service, je suis toujours celui qui doit répondre de ses actes devant le peuple américain,,. »

Toujours devant la télévision, il déclare :

« Dans les mois précédents, j'ai dit au peuple américain que je n'ai pas échangé d'armes pour des otages. Mon cœur et mes meilleures intentions me disent encore que c'est vrai, mais les faits et les preuves me disent que ce n’est pas le cas. Comme la Commission Tower l'a rapporté, ce qui a commencé comme une ouverture stratégique envers les Iraniens a dégénéré, pendant sa mise en œuvre, en échange d’armes contre des otages. C'est à l'opposé de mes propres convictions, de la politique de l’administration et de la stratégie initiale que nous avions à l'esprit,,. »

Même si Ronald Reagan a clairement exprimé son soutien à la cause des Contras, il est toujours incertain s'il a explicitement autorisé les versements. Jusqu'à aujourd'hui (2018), le rôle exact du président Reagan n'est pas connu. Les spécialistes sont incapables d'affirmer s'il était motivé par le souhait de sauver les otages américains. Selon Oliver North, « Ronald Reagan savait et approuvait une grande partie de ce qui se tramait à la fois avec les Iraniens et des groupes privés pour soutenir les Contras. Il recevait régulièrement des rapports détaillés sur les deux […]. Je n'ai aucun doute qu'on l'informait de l'usage des montants résiduels versés au Contras, ce qu'il approuvait. Avec enthousiasme,. »
Selon des notes manuscrites du 7 décembre 1985 de Caspar Weinberger, le président américain est informé des échanges avec les Iraniens visant à libérer les otages, tout comme des ventes de missiles TOW et Hawk aux éléments « modérés » de l'Iran. Selon le secrétaire d'État, « il peut répondre aux accusations d'illégalité mais ne peut tolérer l'accusation que « le grand et puissant président Reagan a raté l'occasion de libérer les otages » »,,. Le rapport du Congrès des États-Unis sur l'affaire conclut qu'il « y a encore des questions sans réponse et des débats sur le degré de surveillance qu'il a exercé sur les opérations. Toutefois, il n'y a aucun doute [que] le président a décidé d'une politique pour le Nicaragua, avec peu sinon aucune ambiguïté, puis a laissé ses subalternes plus ou moins libres de l'exécuter,. »
Aux États-Unis, le scandale réduit sensiblement la popularité du président, car le taux de satisfaction de la population américaine passe de 67 % à 46 % en novembre 1986 selon un sondage conjoint du New York Times et de CBS News, « historiquement la plus grande chute d'un seul coup pour n'importe quel président américain »,. Le « président Téflon » comme l'ont surnommé des critiques, a survécu au scandale, car un sondage de janvier 1989 mené par Gallup « a enregistré un taux d'approbation de 64 % », le plus élevé jamais observé à cette époque pour un président sortant.
À l'international, les conséquences sont plus sévères. Magnus Ranstorp, spécialiste suédois sur les mouvements islamistes armés,, écrit :

« L'empressement des États-Unis à offrir des concessions à l'Iran et au Hezbollah n'a pas seulement démontré à ses adversaires que les prises d'otages constituaient un instrument extrêmement utile pour obtenir des gains politiques et financiers de l'Ouest ; elle a aussi sapé toute crédibilité de la critique américaine lorsque d'autres États dévient des principes de non-négociation et de non-concession face aux terroristes et à leurs exigences,. »

En Iran, Mehdi Hashemi, qui a révélé l'affaire, a été exécuté en 1987 après avoir reconnu toutes les accusations à son encontre, aucune ne portant sur l'affaire. Quelques observateurs relèvent que les accusations ont été déposées très peu de temps après ses révélations.

### Accusations
- Caspar Weinberger, secrétaire à la Défense, a été accusé de deux parjures et d'une obstruction à la justice le 16 juin 1992[91]. Il a reçu le pardon présidentiel de George H. W. Bush le 24 décembre 1992, avant qu'il ne soit jugé[92],[93].
- Robert McFarlane, conseiller à la sécurité nationale, a été condamné pour rétention de preuves mais, après une négociation de plaidoyer, il a reçu deux ans de probation. Il a été pardonné par le président George H. W. Bush[92],[94].
- Elliott Abrams, adjoint au secrétaire d'État, a été condamné pour rétention de preuves mais, après une négociation de plaidoyer, il a reçu deux ans de probation. Il a été pardonné par le président George H. W. Bush le 24 décembre 1992[92],[95].
- Alan D. Fiers, responsable de l'American Task Force de la CIA, a été condamné à une année de probation pour rétention de preuves. Il a obtenu le pardon présidentiel de George H. W. Bush[92],[95].
- Clair George, responsable des opérations secrètes de la CIA, a été condamné pour deux accusations de parjure, puis pardonné par le président George H. W. Bush[92],[96].
- Oliver North, membre du National Security Council, a été initialement reconnu coupable de trois chefs d'accusation : avoir accepté une gratification illégale, avoir aidé et encouragé à faire obstruction à une enquête du Congrès et avoir ordonné la destruction de documents par l'intermédiaire de sa secrétaire, Fawn Hall. La peine a été annulée par la suite dans le cadre d'une immunité en contrepartie de son témoignage[97].
- Fawn Hall, secrétaire d'Oliver North, obtient l'immunité pour des accusations de conspiration et de destruction de documents en échange de son témoignage[98].
- Jonathan Scott Royster, liaison d'Oliver North, obtient l'immunité pour des accusations de conspiration et de destruction de documents en échange de son témoignage[99].
- John Poindexter, conseiller du National Security Council, a été condamné pour cinq chefs d'accusation : conspiration, obstruction à la justice, parjure, escroquerie du gouvernement, ainsi que modification et destruction de preuves. Un comité de la Cour d'appel des États-Unis pour le circuit du district de Columbia renverse la sentence le 15 novembre 1991 par deux voix contre une[100],[101] et la Cour suprême des États-Unis refuse d'entendre la cause[102].
- Duane Clarridge, ancien cadre supérieur de la CIA, a été condamné en novembre pour sept accusations de parjure et fausses déclarations sur un envoi à l'Iran en novembre 1985. Il a reçu le pardon présidentiel de George H. W. Bush avant son procès[92],[103],[104].
- Richard Secord, ancien major-général de l'US Air Force qui a participé aux transferts d'armes vers l'Iran et d'argent vers les Contras, a plaidé coupable en novembre 1989 pour fausses déclarations devant le Congrès américain. Il a été condamné à deux ans de probation. Dans sa négociation de plaidoyer, il a accepté de témoigner à nouveau en échange d'une remise de peine[105],[106]
- Albert Hakim, homme d'affaires, a plaidé coupable en novembre 1989 d'avoir bonifié les revenus d'Oliver North. Il a été condamné à deux ans de probation et à une amende de 5 000 dollars, alors que Lake Resources Inc., sa société qui stockait l'argent des ventes d'armes en Suisse, a été dissoute sur ordre du tribunal[105],[107].

L'avocat Arthur L. Liman a servi comme conseiller en chef auprès du Sénat des États-Unis pendant l'enquête sur l'affaire, qu'il a supervisée devant les caméras. L’Independent Counsel Lawrence Walsh a décidé de ne pas procéder à une nouvelle enquête sur North et Poindexter. Dans la ville natale de Poindexter, Odon en Indiana, une rue est nommée John Poindexter Street en son honneur. Bill Breeden, ancien ministre du culte, a volé la plaque de rue pour exprimer son dégoût de l'affaire Iran-Contra. Il a exigé 30 millions US$ pour restituer la plaque, soit le montant reçu des Iraniens et remis au Contras. Arrêté puis emprisonné, il est, selon une observation satirique d'Howard Zinn, « la seule personne à être emprisonnée à cause du scandale Iran-Contra »,. Cette affaire et la protection dont ont joui les membres haut placés de l'administration Reagan s'inscrivent dans une ère post-vérité.

### Dénis de George H. W. Bush
Pendant la campagne électorale de 1988, le vice-président George H. W. Bush nie avoir connaissance de l'affaire Iran-Contra en disant avoir été « hors de la boucle ». Pourtant, des passages dans ses agendas permettent de conclure qu'il est « l'une des quelques personnes qui connaissent tous les détails ». Malgré ses refus répétés de parler de l'affaire, il a été élu.
Selon le journaliste israélien Ronen Bergman, dans un livre publié en 2008, Bush a été secrètement et personnellement informé de l'affaire par Amiram Nir, le conseiller en contre-terrorisme du Premier ministre israélien de l'époque lorsque Bush a effectué une visite officielle en Israël. Selon Bergman, « Nir aurait pu incriminer le futur président. Le fait qu'il a été tué au Mexique en novembre 1988 à la suite du mystérieux écrasement d'un avion affrété par lui, a donné naissance à plusieurs théories conspirationnistes »,.

## Documentaire
- Saison 1 de série Fiasco (2021), qui comprend six épisodes réalisés par Lizzie Blenk, Alyse Shorland et Jonathan Clasberry[115].

### Citations originales
1. ↑  (en) « During the fiscal year 1985 no funds available to the Central Intelligence Agency, the Department of Defense or any other agency or entity of the United States involved in intelligence activities may be obligated or expended for the purpose of or which may have the effect of supporting directly or indirectly military or paramilitary operations in Nicaragua by any nation, organization, group, movement, or individual »
2. ↑  (en) « keep the Contras together 'body and soul' »
3. ↑  (en) « Dynamic political evolution is taking place inside Iran. Instability caused by the pressures of the Iraq-Iran war, economic deterioration and regime in-fighting create the potential for major changes inside Iran. The Soviet Union is better positioned than the U.S. to exploit and benefit from any power struggle that results in changes from the Iranian regime [...] The U.S should encourage Western allies and friends to help Iran meet its import requirements so as to reduce the attractiveness of Soviet assistance [...] This includes provision of selected military equipment »
4. ↑  (en) « This is almost too absurd to comment on [...] like asking Qaddafi to Washington for a cozy chat. »
5. ↑  (en) « The short term dimension concerns the seven hostages; the long term dimension involves the establishment of a private dialogue with Iranian officials on the broader relations [...] They sought specifically the delivery from Israel of 100 TOW missiles... »
6. ↑  (en) « we were just falling into the arms-for-hostages business and we shouldn't do it »
7. ↑  (en) « We were not trading arms for hostages, nor were we negotiating with terrorists. »
8. ↑  (en) « I argued strongly that we have an embargo that makes arms sales to Iran illegal and President couldn't violate it and that 'washing' transactions thru Israel wouldn't make it legal. Shultz, Don Regan agreed. »
9. ↑  (en) « ...who made the most of the situation, often deciding important matters on his own, striking outlandish deals with the Iranians, and acting in the name of the president on issues that were far beyond his competence. All of these activities continued to take place within the framework of the president's broad authorization. Until the press reported on the existence of the operation, nobody in the administration questioned the authority of Poindexter's and North's team to implement the president's decisions »
10. ↑  (en) « third and fourth level officials »
11. ↑  (en) « As I am a Minister, I expect to meet with decision-makers. Otherwise, you can work with my staff. »
12. ↑  (en) « My judgement is that we have opened up a new and probably better channel into Iran. »
13. ↑  (en) « a non-hostile regime in Baghdad »
14. ↑  (en) « Saddam Hussein must go »
15. ↑  (en) « Saddam Hussein is an asshole »
16. ↑  (en) « for his own politics... decided to get all the groups involved and give them a role to play »
17. ↑  (en) « My purpose was... to send a signal that the United States was prepared to replace the animosity between [the U.S. and Iran] with a new relationship... At the same time we undertook this initiative, we made clear that Iran must oppose all forms of international terrorism as a condition of progress in our relationship. The most significant step which Iran could take, we indicated, would be to use its influence in Lebanon to secure the release of all hostages held there. »
18. ↑  (en) « gone operational »
19. ↑  (en) « such other functions and duties related to the intelligence as the National Security Council may from time to time direct »
20. ↑  (en) « national security state »
21. ↑  (en) « Independent Counsel obtained no documentary evidence showing Casey knew about or approved the diversion. The only direct testimony linking Casey to early knowledge of the diversion came from [Oliver] North. »
22. ↑  (en) « the circumstances surrounding the Iran-Contra matter, other case studies that might reveal strengths and weaknesses in the operation of the National Security Council system under stress, and the manner in which that system has served eight different presidents since its inception in 1947 »
23. ↑  (en) « imperial presidency »
24. ↑  (en) « ultimate responsibility »
25. ↑  (en) « secrecy, deception and disdain for the law »
26. ↑  (en) « the central remaining question is the role of the President in the Iran–Contra affair. On this critical point, the shredding of documents by Poindexter, North and others, and the death of Casey, leave the record incomplete »
27. ↑  (en) « The reason I haven't spoken to you before now is this: You deserve the truth. And as frustrating as the waiting has been, I felt it was improper to come to you with sketchy reports, or possibly even erroneous statements, which would then have to be corrected, creating even more doubt and confusion. There's been enough of that. »
28. ↑  (en) « First, let me say I take full responsibility for my own actions and for those of my administration. As angry as I may be about activities undertaken without my knowledge, I am still accountable for those activities. As disappointed as I may be in some who served me, I'm still the one who must answer to the American people for this behavior. »
29. ↑  (en) « A few months ago I told the American people I did not trade arms for hostages. My heart and my best intentions still tell me that's true, but the facts and the evidence tell me it is not. As the Tower board reported, what began as a strategic opening to Iran deteriorated, in its implementation, into trading arms for hostages. This runs counter to my own beliefs, to administration policy, and to the original strategy we had in mind. »
30. ↑  (en) « Ronald Reagan knew of and approved a great deal of what went on with both the Iranian initiative and private efforts on behalf of the contras and he received regular, detailed briefings on both… I have no doubt that he was told about the use of residuals for the Contras, and that he approved it. Enthusiastically. »
31. ↑  (en) « he could answer to charges of illegality but couldn't answer to the charge that 'big strong President Reagan passed up a chance to free the hostages »
32. ↑  (en) « There is some question and dispute about precisely the level at which he chose to follow the operation details. There is no doubt, however, […] [that] the President set the US policy towards Nicaragua, with few if any ambiguities, and then left subordinates more or less free to implement it. »
33. ↑  (en) « the largest single drop for any U.S. president in history »
34. ↑  (en) « recording a 64% approval rating »
35. ↑  (en) « U.S. willingness to engage in concessions with Iran and the Hezbollah not only signaled to its adversaries that hostage-taking was an extremely useful instrument in extracting political and financial concessions for the West but also undermined any credibility of U.S. criticism of other states' deviation from the principles of no negotiation and no concession to terrorists and their demands. »
36. ↑  (en) « the only person to be imprisoned as a result of the Iran–Contra Scandal »
37. ↑  (en) « out of the loop »
38. ↑  (en) « one of the few people that know fully the details »
39. ↑  (en) « Nir could have incriminated the incoming President. The fact that Nir was killed in a mysterious chartered airplane crash in Mexico in December 1988 has given rise to numerous conspiracy theories »